# Steinwiesen (Naturschutzgebiet)
Koordinaten: 50° 23′ 8″ N, 12° 18′ 59″ O
Das Naturschutzgebiet Steinwiesen liegt im Vogtlandkreis in Sachsen.
Das Gebiet erstreckt sich südwestlich der Kernstadt von Schöneck/Vogtl. und südöstlich von Schilbach, einem Ortsteil der Stadt Schöneck/Vogtl. Nördlich des Gebietes verläuft die Kreisstraße K 7838, nordöstlich die S 302, östlich die S 305 und westlich die K 7836.

## Bedeutung
Das rund 22,2 ha große Gebiet mit der NSG-Nr. C 61 wurde im Jahr 1986 unter Naturschutz gestellt.